# Ґольчув-Єніков
Ґольчув-Єніков (чеськ. Golčův Jeníkov; нім. Goltsch-Jenikau) — місто в Чехії, в окресі Гавличкув-Брод в Краї Височина, розташоване за 25 км на північний захід від міста Гавличкув-Брод. У місті мешкає приблизно 2 800 жителів. Через місто протікають струмки Ваганка та Вировка, які є лівими притоками річки Гостачовка.

## Географія
Ґольчув-Єніков розташований в окресі Гавличкув-Брод в Краї Височина на висоті 376 метрів над рівнем моря. Через місто протікають струмки Ваганка та Вировка, які є лівими притоками річки Гостачовка.

## Історія
Перша письмова згадка про містечко Єніков міститься в літописі Ярлоха (або Герлаха). Відповідно до запису в літописі Оломоуцький єпископ Їндржих Здік готувався святкувати Різдво в Єнікові, а наступного літа він помер. Оскільки датою смерті єпископа вважається 25 червня 1151 року, іноді 1150, передбачається, до Єніков існував до цього часу, і ймовірно, тут уже стояла церква.
У середньовіччі на території міста було два села, які належали до різних володінь — Єніков і Забелчіце, які об'єднались лише в 17 столітті. Є гіпотеза, що старий Єніков розташовувався навколо церкви св. Маргарити, хоча є теорії, що село могло лежати й нижче, приблизно в південній частині нинішньої території, де ще в 1650 році знаходилися руїни церкви св. Хреста. Залишається невідомим хто і коли заснував церкву св. Хреста.
В описі Празької архідієцезії, складеної архієпископом Арноштом Пардубице 1344—1350 роках, міститься перший беззаперечний письмовий доказ про існування Єнікова. У 14 столітті згадуються патрони місцевої церкви: Єшек Талафус у 1359—1360 роках і Ян Талафус Ржичанський з матір'ю Елішкою у 1369—1376 роках.
На початку 14 століття в місті оселилися перші євреї. З кінця 14 століття Ґольчув-Єніков належав роду фон Хлумів (або Хлумських), пізніше належав володільцям Подгоржан. Потім Єніков повернувся у власність фон Хлумів. З 1461 по 1580 роки Єніков майже безперервно перебуває у володінні роду Слават фон Хлум (Слават з Хлуму, Слават Хлумських).
У 16 столітті село Єніков збагатіло і значно розширилося за рахунок приєднання процвітаючого села Забелчіце. Спочатку Забелчіце належало Вілемовському монастирю, пізніше — роду Трчків фон Ліпа (Трчків з Ліпи, Трчків Ліпських), одній з найбагатших чеських шляхетних родин. У 1559 році Бур'ян Трчка продав Забелчіце Маріані Робенгаупт (Робмгап) фон Суха. Вона зробила Забелчіце адміністративним центром своїх володінь, побудувала тут сільську садибу і заснувала пивоварню. Через сім років цей маєток купив в неї Їржи Мнєтицький. У 1580 році у спадковому порядку маєток повернувся до роду Робенгауптів. Робенгаупти також отримали у володіння село Єніков, і об'єднали обидва села.
Під час Тридцятирічної війни Ґольчув-Єніков був спалений кілька разів. На основі хроніки міста, висувається гіпотеза, що вперше місто було спалено на початку боїв, коли у 1618 році іспанський воєначальник Карл Бонавентура де Лонґваль просувався від Гавличкув-Брода через Габри та Єніков до Часлава. У 1639 році місто було розграбовано шведським генералом Юханом Банером.
У 1632 році село купив Ян Рудольф Трчка фон Ліпа. Після смерті Яна Трчки у 1634 році володіння роду Трчків фон Ліпа, останнім нащадком чоловічої статі був Ян Трчка, було конфісковано за участь у Богемському повстанні 1618-20 років. Серед конфіскованого майна був і Єніков.
У 1638 році король Богемії та імператор Священної Римської імперії Фердинанд ІІ подарував садибу Єніков військовому Мартіну Максиміліану фон Ґольцу за вірну службу. Ґольц був з польського Гольчево, і на його честь у назві міста з'явилось слово «Ґольчув» Після закінчення Тридцятирічної війни Мартін Максиміліан оселився у Єнікові, побудував замок з вежами та взявся за відновлення села, яке дуже постраждало під час війни. Будучи католиком, він докладав зусиль, щоб навернути до католицизму місцевих чашників.
Ґольц збудував перший кам'яний ратушний будинок, Лоретанську каплицю і резиденцію єзуїтів. У кінці свого життя він зацікавився доктринами і діяльністю єзуїтського ордену. Він часто відвідував єзуїтський колегіум в Кутній Горі. Ґольц запропонував монахам-єзуїтам жити на території Єнікова.
Бедржих Брідель, видатний чеський поет і єзуїт, працював у Єнікові у період з 1673 по 1680 рік. У Ґольчув-Єнікові також перебували інші відомі члени Товариства Ісуса: священник, письменник і математик Станіслав Видра та міссіонер та письменник Антонін Коняш.
Після смерті Ґольца та його дружини, в яких не було дітей, за спадковим порядком село Єніков перейшло у власність небожу дружини Ґольца Йогану Дітріху Ледебурському. За умовами заповіту, він мав збудувати вежу та щорічно віддавати 1000 гульденів місцевій єзуїтський громаді. Оскільки він не виконав заповіт, в нього почався конфлікт з єзуїтами, і він програв суд. Зрештою, він продав Єніков графині Барбарі Еусебії Каретто-Міллесімо.
У 1766 році маєток придбав бургграф Праги Філіп Коловрат-Краковський. Він побудував у Єнікові тютюновий завод. Його син Леопольд, який успадкував Єніков у 1773 році, побудував у селі перший голковий завод у Європі. Леопольд Коловрат-Краковський також почав вирощувати нові культури на своїх землях: люцерну, конюшину і картоплю.
Після смерті Леопольда Коловрат-Краковського почався тривалий спір за спадщину, який був вирішений у 1817 році. За результатами спору маєток був проданий дочці Леопольда Коловрат-Краковського графині Луїзі Герберштейн. Після її смерті Єніков успадкував її неповнолітній син Отто, за якого маєтком керував опікун Г'юґо фон Егер. Неподалік від Лоретанської каплиці він заснував церкву святого Франциска, перебудував будівлі тютюнового заводу в замок, і створив англійський парк.
У 1830 році маєток придбала графиня Терезія Траутмансдорф. Вона заснувала у замковому комплексі сучасну пивоварню. У 1838 році вона продала маєток Фрідріху Ріттеру фон Нойпауеру. Під володінням роду Нойпауерів маєток розширився за рахунок майна колишнього Вілемовського монастирю. У 1839 році Фрідріх фон Нойпауер отримав від австрійського імператора Фердинанда І право проводити шість щорічних ярмарків у Ґольчув-Єнікові. У документі, яким надається ярмаркове право, Ґольчув-Єніков вже згадується як місто. Революційний 1848 рік пройшов у Ґольчув-Єнікові спокійно. У 1873 році в місті була побудована кам'яна синагога, замість тої, що згоріла під час пожежі 1871 року. У 1880-ті роки Ґольчув-Єніков процвітав: засновувались товариства, розквітала торгівля та з'являлись ремісничі майстерні.
У 18—19 століттях у місті діяла єшива, релігійна школа з вивчення Талмуду, Арона Корнфельда.
У 1905 році у місті з'явилась перша публічна бібліотека. У 1908 році у Ґольчув-Єнікові запрацював телефонний зв'язок. У 1913 році статус Ґольчув-Єнікова було підвищено з містечка до міста.
Під час Другої світової війни, місто, як і вся Чехословаччина було окуповано Третім Рейхом. У 1942 році з міста вивезли всіх євреїв, найстаршому з яких було 87 років, а наймолодшому — 8. Після закінчення війни, лише один з них, Йозеф Рот, повернувся до Ґольчув-Єнікова.

## Пивоваріння
Першу пивоварню в Ґольчув-Єнікові заснувала Маріана Робенгаупт (Робмгап) фон Суха в 16 столітті, а другу — графиня Терезія Траутмансдорф.
Третій пивоварний завод у Ґольчув-Єнікові почав будувати Карел Мілнер в 1911 році, перша партія пива була вироблена в 1913 році. Пиво з цієї пивоварні також постачалось до Празького Граду.
У 1980-х річне виробництво пивоварні досягало 35 000 гектолітрів, але пивоварню закрили вже в 1988 році. Роботу пивоварні було ненадовго відновлено в першій половині 1990-х років, але в 1996 році пивоварня збанкротувала, і так у Ґольчув-Єнікові припинилось виробництво пива.
Після цього пивоварня потрапила під контроль компанії з утилізації металу, яка вилучила усі металеві предмети з пивоварні. У 2009 році підприємство знесло приміщення пивзаводу.
Після цього місто викупило землю та рекультивувало її, перетворивши землю на луг. У 2017 році мерія запланувала підготувати 19 ділянок під сімейні будинки та один багатоквартирний будинок.

## Економіка
У Ґольчув-Єнікові знаходиться компанія Jetti, яка виробляє ізоляційні панелі, очисні споруди, сталеві структури тощо; компанія Vanad, яка виробляє різальні верстати; завод компанії Strojní montáže, яка виробляє та встановлює промислове обладнання, та компанія Ecopaint, постачає технології та хімікати для зняття фарби та знежирення; компанія Vondra, що здійснює водогосподарські роботи (гідроізоляція та санація будівель, обслуговування внутрішніх водопроводів та каналізацій, обслуговування водонапірних веж та резервуарів, водопровідних мереж, проектні роботи тощо); IT-компанія Lanete; компанія Sitall Electronics, що виробляє сенсори нахилу; компанія Premium Pellets, що виробляє пелети; компанія Houfek, що виробляє деревообробне обладнання; компанія Apio, що виготовляє транспортні піддони, прес-контейнери та візки для транспортування матеріалів та виробів. Крім того, у місті є ресторани та готелі, міні-готелі, салони краси, крамниці тощо. Також у місті є лікарня.

## Освіта
У Ґольчув-Єнікові знаходяться загальноосвітня школа, яка забезпечує повною середньою освітою, а також дитячий садок.  У місті також знаходиться філіал художньої школи міста Свєтла-над-Сазавою.

## Демографія
| рік       | 1869 рік | 1880 рік | 1890 рік | 1900 рік | 1910 рік | 1921 рік | 1930 рік | 1950 рік | 1961 рік | 1970 рік | 1980 рік | 1991 рік | 2001 рік | 2011 рік |
| Населення | 4 322    | 4 088    | 3 757    | 3 732    | 3 849    | 3 731    | 3 465    | 2 932    | 3 002    | 2 874    | 2 758    | 2 746    | 2 604    | 2 642    |

За даними Чеського статистичного управління від 17 квітня 2024 року в Ґольчув-Єнікові проживають 2787 осіб, з яких 1383 — чоловіків і 1404 — жінок. Середній вік мешканця Ґольчув-Єнікова — 43.

## Транспорт

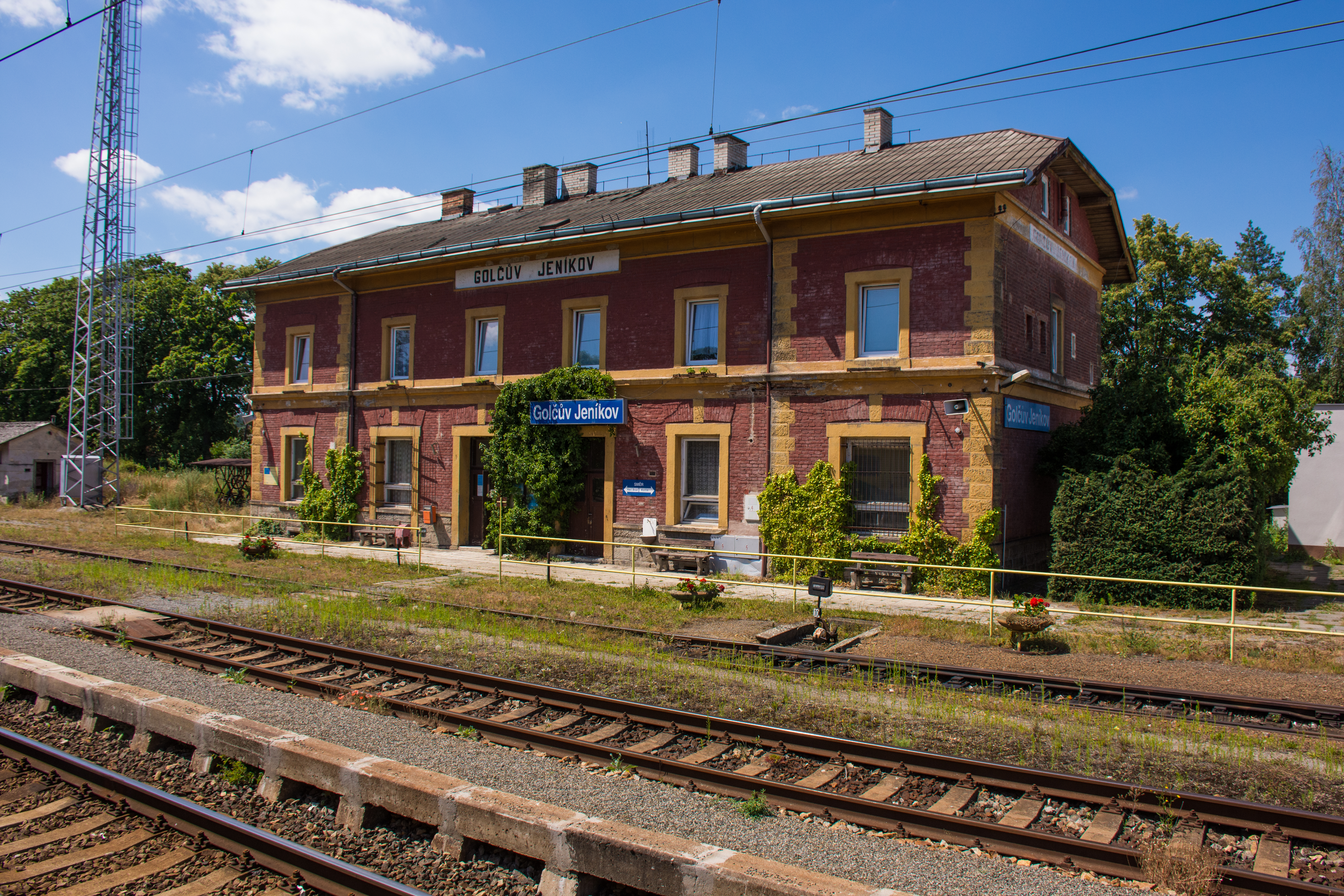
Залізнична станція

Через місто проходить дорога I/38, яка з’єднує Гавличкув-Брод з Чаславом. У Ґольчув-Єнікові є залізнична станція, що знаходиться на залізничному маршруті Колін-Гавличкув-Брод.

## Видатні пам'ятки
- Деканатська церква св. Франциска Ассізького — будівля в стилі ампір 1827—1829 років[31]
- Церква Св. Маргарити, побудована в 1821 році на місці старішої церкви.[32]
- Фортеця Ґольчув-Єніков середини XVII ст.
- Лоретанська каплиця, побудована в 1650—1653 роках, її заснував Мартін Максмиліан фон Ґольц, як подяку за закінчення Тридцятилітньої війни.
- Дзвіниця, побудована між 1660 і 1665 роками Йоганном Дітріхом Ледебурським
- Старий замок, збудований у 1774—1775 роках для Леопольда Коловрат-Краковського
- Новий замок, збудований в 1774—1775 роках під керівництвом Леопольда Коловрат-Краківського як тютюнова фабрика. Він служив військовим госпіталем під час війни з Наполеоном.
- Єзуїтська резиденція — ренесансна будівля, збудована в 1657 році
- Будівля міської ратуши
- Синагога — неороманська споруда 1871—1873 років
- Єврейський цвинтар, на якому зберіглось близько 1 600 надгробків

|           |
| Дзвіниція |

|              |
| Старий замок |

|             |
| Новий замок |

|          |
| Синагога |

|                        |
| Фортеця Ґольчув-Єніков |

|               |
| Міська ратуша |

|                    |
| Єврейський цвинтар |

|                               |
| Інтер'єр церкви св. Франциска |

|              |
| Міська площа |

## Відомі люди

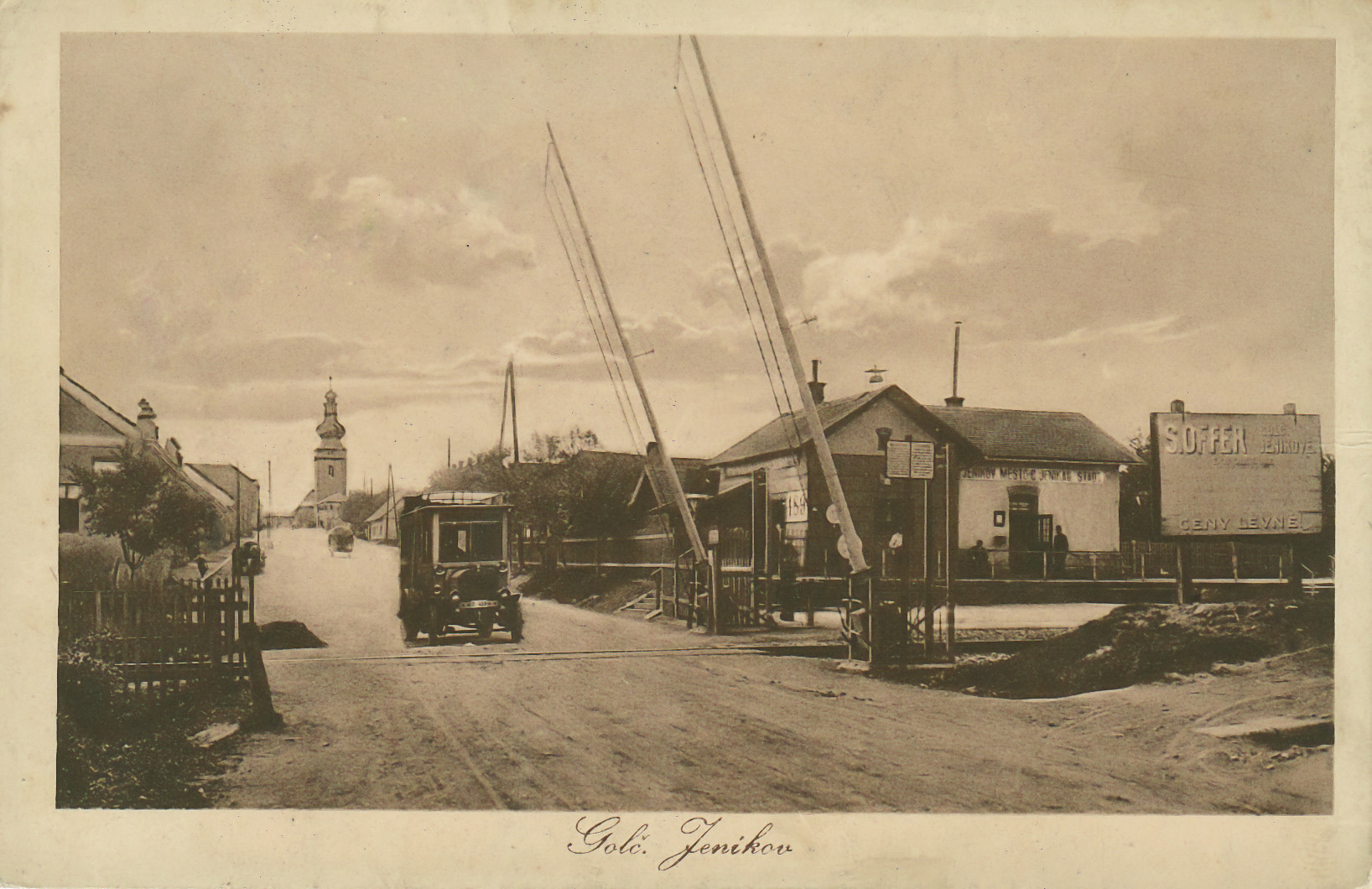
Ґольчув-Єніков на початку 20 століття

- Айзек Меєр Вайз (1819—1900) — американський реформістський рабин і письменник, навчався у рабинській школі в Ґольчув-Єнікові
- Фрідріх Велемінські (1868—1945) — лікар, вчений і мікробіолог, уродженець Ґольчув-Єнікова
- Ота Гора (1909—1997) — чеський політик, уродженець Ґольчув-Єнікова
- Зігмунд Корнфельд (1852—1909) — угорський економіст і банкір, уродженець Ґольчув-Єнікова
- Ярміла Кратохвілова (нар. 1951) — спортсменка, уродженка Ґольчув-Єнікова
- Оскар Кошта (1888—1973) — чехословацький перекладач, поет і журналіст, уродженець Ґольчув-Єнікова
- Карел Павлік (1862—1890) — чеський художник, уродженець Ґольчув-Єнікова
- Клемент Птачовський (1886—1963) — словацький ботанік, філателіст, уродженець Ґольчув-Єнікова[33]
- Їржи Седлачек (1935—2014) — чеський інженер, експерт з парових локомотивів, уродженець Ґольчув-Єнікова
- Фрідріх Тібергер (1888—1958) — австрійський релігійний філософ і дослідник юдаїзму, уродженець Ґольчув-Єнікова
- Ґертруда Урціділ (1898—1977) — німецькомовна поетеса, уродженка Ґольчув-Єнікова
- Збинек Шидак (1933—1999) — чеський математик, уродженець Ґольчув-Єнікова
- Ігнац Франц Шрекер (1834—1888) — австрійський придворний фотограф, уродженець Ґольчув-Єнікова